# Aleksey Gorbounov
Pour les articles homonymes, voir Gorbounov.
Aleksey Sergueïevitch Gorbunov (en ukrainien : Олексі́й Сергі́йович Горбуно́в (Oleksíj Serhíjovyč Horbunóv)), né à Kiev dans la RSS d'Ukraine, le 29 octobre 1961, est un acteur soviétique puis ukrainien.

## Biographie
Il fait ses études dans la classe de Constantin Stepankov à l'Université nationale Karpenko-Kary, dont il est diplômé en 1984. Puis il joue au Théâtre dramatique russe de Kiev (Théâtre Lessia Oukraïnka) et au Théâtre Nestantiner. L'artiste a également collaboré avec la troupe d'Oleg Menchikov Teatralnoïe tovarichtchestvo 814 (Театральное товарищество 814).
Il apparaît dans l'émission télévisée de la TV ukrainienne Le Réveil de nuit (Ночной будильник, 1998) et Tchoudo-lioudi (Чудо-люди, 2008), et joue dans un groupe de rock. Il est aussi DJ dans des émissions à la radio et s'occupe de deux discothèques à Kiev.
Il joue dans de nombreux films, dont 12 de Nikita Mikhalkov, en 2007, pour lequel il recevra un Aigle d'or du meilleur acteur (partagé avec onze autres acteurs du même film).
Artiste émérite d'Ukraine en 1991, Gorbounov est distingué artiste du Peuple d'Ukraine en 2016.
En France, il est connu pour sa participation au film Möbius et à la série Le Bureau des légendes dans la saison 4 et la saison 5. Dans cette série, il interprète le personnage de Karlov, un officier de haut rang du FSB.
Il est marié et a deux filles.

## Filmographie

### Cinéma
- 1991 : Кому вгору, кому вниз réalisateur Stanislav Klymenko, jouant le Professeur Hook
- 2005 : Le Conseiller d'État (Статский советник) de Filipp Yankovsky : Nikolaï Seleznev
- 2007 : 12 : 9e juré
- 2008 : Battlestar Rebellion : Chourine
- 2008 : Les Zazous (Стиляги) de Valeri Todorovski
- 2009 : L'Affaire Farewell : Choukhov
- 2010 : L'Affrontement : Kolivanov
- 2010 : La Maison du Soleil de Garik Soukatchev : Boris Kapelski dit le Coréen
- 2010 : Kotovski (Котовский) de Stanislav Nazirov : Pouchkarev
- 2012 : L'Espion (Шпион, Chpion) de Alexeï Andrianov : contact
- 2013 : Möbius d'Éric Rochant : Khorzov, le garde du corps de Rostovski
- 2021 : Le Dernier Mercenaire de David Charhon : M. Ivanovich
- 2021 : Okupace de Michal Nohejl : l'officier russe
- 2022 : Kompromat de Jérôme Salle

### Télévision
- 1998 : La Dame de Monsoreau (Графиня де Монсоро, Grafiniya de Monsoro) de Vladimir Popkov (ru) : Jean-Antoine d'Anglerais, dit « Chicot »
- 2004 : L'Orchestre rouge d'Alexandre Aravine : Karl Giring
- 2013 : : Sherlock Holmes d'Andreï Kavoune  : professeur Moriarty
- 2018-2020 : Le Bureau des légendes (saisons 4 et 5) : Mikhaïl Karlov, officier supérieur du FSB dit « Kennedy »